# Mellitusz
Szent Mellitusz (meghalt 624. április 24-én) London első püspöke és Canterbury harmadik érseke volt.

## Élete
Szent Béda leírása szerint Mellitus nemesi származású volt, I. Gergely pápa pedig azt mondta róla, hogy apát volt. Annak a Szent Andrásnak szentelt, a Mons Caeliuson álló apátságnak lehetett az apátja, melyet Gergely alapított, s melynek mind pápává választása előtt Gergely, mind pedig Kentbe érkezését megelőzően Canterburyi Szent Ágoston is tagja volt.
Mellituszt 601-ben Gergely azért küldte Angliába, mert Ágoston, Canterbury első érseke egy újabb csoport misszionáriust kért tőle. Gergely őt bízta meg, hogy elvigye Ágoston palliumát, és ezzel együtt könyvekből és minden, az istentisztelethez valamint az egyház szolgálatához szükséges kellékeket küldött vele.
Mellituszt 604-ben Ágoston szentelte püspökké.  A szolgálatot azoknál a keleti szászoknál kellett teljesítenie, akiknek a központja Londonban volt, s így ő lett az első londoni püspök. Mellitusz alapította meg a londoni Szent Pál székesegyházat, és ezt tette meg egyházkerületi központtá. Mellitusz 610-ben részt vett a IV. Bonifác pápa által rendezett gyűlésen. Bonifác két pápai levél kíséretében küldte vissza Angliába. Az egyik Ethelred királynak és népének, a másik Lőrincnek, Canterbury érsekének ment. Ő vitte el Angliába a zsinat határozatait is.
Ő keresztelte meg Sæberht essexi királyt, I. Æthelberht kenti király unokatestvérét, de Sæberht pogány fiai 616-ban, miután visszautasította azon kérésüket, hogy megkóstolhassák a szent kenyeret, elüldözték Londonból. Galliába utazott, de Lőrinc, Cantebury második érseke visszahívta Nagy-Britanniára. Azonban nem ment vissza Londonba, mert ez az ország egészen 650-ig pogány terület maradt, s a változás II. Siegberth essexi királynak köszönhető, aki áttéríttette országát a keresztény hitre. Melitus püspöki időszaka alatt Jusztusszal közösen aláírta Lőrincnek a kelta püspökökhöz írt egyik levelét, melyben sürgette, hogy a kelta egyház ismerje el Rómának a húsvét időpontjának meghatározásához használt eljárást.
Lőrinc 619-es halálát követően Mellitius lett Canterbury harmadik érseke. I. Gergely egy a pogány ünnepekkel, és azzal foglalkozott, hogy Mellitius próbáljon meg a pogány ünnepek idejére keresztény szentek ünnepét kitalálni. Érseksége idején történt meg az a csoda, melyet 623-ban vitt véghez, s melynek hatására elaludt a Canterburyben kipattant, a templomot is fenyegető tüzet. Mellituszt a lángok közé vitték, s így a szél iránya megváltozott, melynek hatására a templom megmenekült. A csodán kívül hevs dolog történt. Beda éles elméjét magasztalja.
624 április 24-én halt meg, a Canterburyi Szent Ágoston-apátságban teették el. Halála után szentté avatták, emléknapja április 24. Beda dicsérően ír Mellitiusról, bár azt is megjegyzi, hogy köszvénytől szenvedett.

## Külső hivatkozások
- St. Mellitusz templom
- Catholic Online Saints and Angels: St. Mellitus of Canterbury
- Catholic Encyclopedia St. Mellitus
- Prosopography of Anglo Saxon England Mellitus Entry Archiválva 2015. április 30-i dátummal a Wayback Machine-ben